# Josef Theisen
Josef Theisen (* 30. Dezember 1906 in Reidenhausen; † 2. November 1981 in Schondorf am Ammersee) war ein deutscher Romanist und Literaturwissenschaftler.

## Leben
Josef August Theisen war in den 1930er Jahren Leiter des Deutschen Kulturinstituts in Tours. 1935 heiratete er Odette Bataille in Gignac bei Montpellier. Nach deren Unfalltod im November 1941 heiratete er die Lektorin Hedwige Reisinger. Aus dieser Ehe gingen 4 Kinder hervor: Juliane, geb.  1944, Elisabeth, geb. 1945, Angelika, geb. 1947 und Hermann, geb. 1956.
1950 wurde Theisen an der Ludwig-Maximilians-Universität München mit einer Arbeit über Anatole France promoviert und erhielt an der Universität einen Lehrauftrag für französische Sprache und Literatur. Er veröffentlichte sechs Monographien zur französischen Literatur. Seine Geschichte der französischen Literatur erschien von 1964 bis 1982 in sechs Auflagen. Er lebte in Schondorf am Ammersee. 

## Veröffentlichungen

### Autor
- Latinität und Weltbürgertum. Widerspruch und Wahrheit im Werke von Anatole France. Ein Beitrag zur französischen Literatur- und Geistesgeschichte. Maschinenschriftliche Dissertation, Ludwig-Maximilians-Universität München 1950.
- Frankreich. Landschaft, Geschichte Kultur. Kohlhammer, Stuttgart 1959.
- Paul Claudels "Annonce faite à Marie". Opfer- oder Sühnedrama? In: Die neueren Spachen 1962, S. 509–520.
- Geschichte der französischen Literatur. Kohlhammer, Stuttgart 1964. Sechste Auflage 1982.
- Antoine de Saint-Exupéry. Colloquium Verlag, Berlin 1969.
- Jean Anouilh. Colloquium Verlag, Berlin 1972.
- Paul Claudel. Colloquium Verlag, Berlin 1973.
- Die Dichtung des französischen Symbolismus. Wissenschaftliche Buchgesellschaft, Darmstadt 1974.
- Geschichte der französischen Literatur im 20. Jahrhundert. Kohlhammer, Stuttgart 1976.

### Herausgeber
- (Hrsg.) Prose française du XXième siècle. 1–3. 3 Bde. Hueber, München  1953–1960.
- (Hrsg.) Guy de Maupassant: Trois contes. La peur. La ficelle. La parure. Hueber, München 1954.
- (Hrsg.) Contes de Perrault. Hueber, München 1954.
- (Hrsg.) Anecdotes et récits. Hueber, München 1954, 1971.
- (Hrsg.) Chansons françaises. Hueber, München 1955.
- (Hrsg.) Écrivains existentialistes. Jean Paul Sartre. Albert Camus. Gabriel Marcel. Hueber, München 1955.
- (Hrsg.) Phèdre. Tragédie. Hueber, München 1955.
- (Hrsg.) Moderne französische Nacherzählungen. Hueber, München 1956.
- (Hrsg.) Paul Claudel: L'otage. Drame en trois actes. Hueber, München 1956.
- (Hrsg.) Französische Nacherzählungen. Hueber, München 1956. Mehrere Auflagen.
- (Hrsg.) Honoré de Balzac: L'Auberge rouge. El verdugo.  Hueber, München 1957.
- (Hrsg.)  Clément Richer (1914–1971): Ti-Coyo et son requin. Hueber, München 1957.
- (Hrsg.) Ecrivains catholiques. P. Claudel, Fr. Jammes, E. Psichari, Ch. Péguy, F. Mauriac, G. Bernanos.  Hueber, München 1960.